# Cantone di Fleury-les-Aubrais
Il Cantone di Fleury-les-Aubrais è una divisione amministrativa dell'arrondissement di Orléans.
A seguito della riforma approvata con decreto del 25 febbraio 2014, che ha avuto attuazione dopo le elezioni dipartimentali del 2015, è passato da 2 a 7 comuni.

## Composizione
I 2 comuni facenti parte prima della riforma del 2014 erano:
- Chanteau
- Fleury-les-Aubrais

Dal 2015 i comuni appartenenti al cantone sono i seguenti 7:
- Chanteau
- Fleury-les-Aubrais
- Loury
- Marigny-les-Usages
- Rebréchien
- Traînou
- Vennecy